# Ondrej Prostredník
Ondrej Prostredník (* 11. květen 1963, Bánovce nad Bebravou) je slovenský evangelický duchovní, teolog, vysokoškolský pedagog a politik, člen strany Progresívne Slovensko.

## Životopis

### Mládí a studium
V letech 1982 až 1987 studoval na Slovenské evangelické bohoslovecké fakultě Univerzity Komenského v Bratislavě. Akademický rok 1985/86 absolvoval na Teologické fakultě Univerzity v Lipsku v tehdejší NDR. Roku 1992 strávil jeden semestr na teologickém semináři na Lutheran Theological Seminary at Philadelphia v USA.

### Působení v církvi a na univerzitě
V letech 1987–1989 začal působit jako duchovní, nejprve jako kaplan v Pliešovcích a v letech 1989–1995 jako evangelický farář v Nitře. V letech 1995–1999 působil ve Světovém luterském svazu (Lutheran World Federation) v Ženevě v oblasti posilování účasti mladých lidí na rozhodovacích procesech v církvi. Po návratu ze zahraničí byl tři roky (1999–2002) studentským farářem pro studenty evangelické teologie v Bratislavě. V letech 2002–2007 byl generálním tajemníkem Ekumenické rady církví v SR. Doktorandské studium absolvoval v letech 2000 až 2005, (disertační práce „Cirkev ako KOINÓNIA u Pavla“). Roku 2015 habilitoval prací „Cirkev ako charizmatické spoločenstvo podľa 1K 12“. V letech 2007 až 2011 byl děkanem Evangelické bohoslovecké fakulty.
Na EBF UK vyučoval na Katedře Nového Zákona. Vyučoval předměty Řečtina, Bibliozpyt Nového Zákona, Etika Nového Zákona, Exegese Nového Zákona – synoptická evangelia, Život Ježíše, Teologie Nového Zákona – Ježíšova teologie. Pracoval i na projektu „Prevence xenofobie a antisemitizmu v prostředí církve“. Věnoval se rovněž ekumenickému a mezináboženskému dialogu. Od roku 2018 je misijním pracovníkem evangelického sboru v bratislavském Starém Městě.

### Politické působení
Od roku 2018 je členem levicově-liberální strany Progresívne Slovensko. Na sociální síti Facebook vede platformu Progresívni veriaci. V lednu 2019 byl Prostredník představen jako kandidát strany v koalici PS-SPOLU – občianska demokracia do voleb do Evropského parlamentu na Slovensku roku 2019. Kandidoval z osmého místa na kandidátce, s počtem 12 965 preferenčních hlasů skončil devátý a mandát poslance nezískal.
V parlamentních volbách v únoru 2020 kandidoval na 36. místě kandidátky koalice PS/SPOLU. Ve volbách získal 7 217 hlasů, po zohlednění preferenčních hlasů se umístil na 19. místě kandidátky. Kvůli výsledku koalice se do parlamentu nedostal. Na sněmu hnutí Progresívne Slovensko 6. června 2020 byl zvolen za člena jeho předsednictva.
V komunálních volbách 2022 kandidoval za koalici SaS/PS a získal mandát zastupitele v Městském zastupitelstvu Pezinok.
V parlamentních volbách v září 2023 kandidoval za Progresívne Slovensko a byl zvolen za poslance Národní rady SR se ziskem 14 369 preferenčních hlasů.

## Názory
Prostredník zastává v mnoha kulturně-etických otázkách liberální názory, za což byl postupně uvolněn i z pozice vysokoškolského pedagoga (tzv. kanonické mise) od domovské církve, ECAV. Podle Prostredníka jde o progresivní křesťanství. Roku 2015 se postavil proti tzv. referendu o rodině. V srpnu 2016 napsal s 13 kolegy dopis, v němž nesouhlasili s trestem pro faráře a absolventa fakulty Jakuba Pavlúse. Ten bol potrestán za vyjádření podpory LGBT lidem. V celospolečenském diskursu se vyjadřuje jako teolog rovněž k ostatním společenským tématům, jako je extremismus, migrace, vyloučené komunity, rovnost pohlaví či ochrana životního prostředí.
Začátkem září 2017 Prostredníkovi Sbor biskupů ECAV na Slovensku oznámil, že od 15. září 2017 mu odebírá kanonickou misi, povolení vyučovat teologii. Zákaz následoval po Prostredníkově účasti na duhovém pochodu v Bratislavě v roku 2017. V průběhu svého vystoupení mj. řekl: „Přicházím proto, abych mluvil za ty křesťany, kteří nesdílejí ten názor církví, který většinou slyšíte jako oficiální názor církví a který je velmi nepřátelský vůči LGBTI komunitě. Lidí, kteří podporují požadavky LGBTI komunity v naší společnosti, je v církvích dost. Fakt ale je, že často se rozhodnou raději mlčet.“
Prostredník měl smlouvu s univerzitou, nikoli s církví. Děkan fakulty Ľubomír Batka v září 2017 nevěděl, jak se situací naložit. K případu Batka poznamenal: „Je občanským právem každého zaměstnance Univerzity Komenského zúčastnit se organizovaných a povolených pochodů, které nepropagují násilí, rasovou, náboženskou nebo genderovou nesnášenlivost.“ Dle stanoviska církve „Ondrej Prostredník zneužívá postavení docenta Evangelické bohoslovecké fakulty a akademickou svobodu vědeckého bádání na bezprecedentní ovlivňování názorů zejména mladých věřících a studentů teologie na postupné plíživé implantování názorů, které jsou v rozporu se stanoviskem Evangelické církve a. v. na Slovensku.“
V říjnu 2019 Prostredník kritizoval kapitolu o kultuře života a kultuře smrti v Pracovním sešitu k učebnici katolického náboženství pro 8. ročník základních škol jako šířící „fundamentalistickou teologii a démonizující existující lidskoprávní standardy v naší společnosti“. Chtěl omezit míru, v níž může katolická církev zasahovat do učebních osnov na Slovensku. Prostredník tím vyvolal kritiku konzervativních kruhů, jež jej obvinily, že zpochybňuje právo církve vytvářet učebnice náboženství. V reakci na tuto kritiku Prostredník uvedl, že respektuje právo církve určovat obsah vyučování náboženství. Upozorňuje však na to, že náboženská svoboda má hranice dané respektováním práv a svobod jiných lidí. Vydávání učebnic placených ze státního rozpočtu katolické cirkve umožňuje tzv. Vatikánská smlouva uzavřená roku 2000.

## Osobní život
Je ženatý, s manželkou Editou má tři děti. Bydlí v Pezinku.

## Ocenění
- 2018: cena Human rights defender award za veřejnou obhajobu zranitelných komunit na Slovensku od velvyslance USA[23]
- 2018: Cena Jozefa Ľudovíta Holubyho za angažovanost, publicistickou činnost a příspěvek k budování občanské společnosti od Města Pezinok[24]
- 2019: Cena nadace Herberta Haaga Za svobodu v církvi za rok 2020. Cena za rok 2020 „klade do centra pozornosti konstruktivní vyrovnávání se se sexuální rozmanitostí.“[6]

## Publikační činnost (výběr)
- Morálna prevaha počas Te Deum bola na strane prezidentky : Náboženský infoservis, 17. 6. 2019
- Skloní nová slovenská prezidentka hlavu pred cirkvou? – Náboženské aspekty slovenskej prezidentskej volby : Náboženský infoservis, 17. 6. 2019
- Články v magazínu Proboha!